# Гапаранда (комуна)
Комуна Гапаранда (швед. Haparanda kommun) — адміністративно-територіальна одиниця місцевого самоврядування, що розташована в лені Норрботтен у північній Швеції на узбережжі Ботнічної затоки. Зі сходу межує з Фінляндією.
Гапаранда 122-а за величиною території комуна Швеції. Адміністративний центр комуни — місто Гапаранда.

## Населення
Населення становить 9 946 чоловік (станом на вересень 2012 року). 
| Кількість населення комуни Гапаранда за 1970-2010 роки | Кількість населення комуни Гапаранда за 1970-2010 роки | Кількість населення комуни Гапаранда за 1970-2010 роки | Кількість населення комуни Гапаранда за 1970-2010 роки | Кількість населення комуни Гапаранда за 1970-2010 роки |
| ------------------------------------------------------ | ------------------------------------------------------ | ------------------------------------------------------ | ------------------------------------------------------ | ------------------------------------------------------ |
| Рік                                                    |                                                        |                                                        | Населення                                              |                                                        |
| 1970                                                   | 1970                                                   |                                                        | 8 893                                                  | 8 893                                                  |
| 1975                                                   | 1975                                                   |                                                        | 9 053                                                  | 9 053                                                  |
| 1980                                                   | 1980                                                   |                                                        | 9 672                                                  | 9 672                                                  |
| 1985                                                   | 1985                                                   |                                                        | 9 943                                                  | 9 943                                                  |
| 1990                                                   | 1990                                                   |                                                        | 10 517                                                 | 10 517                                                 |
| 1995                                                   | 1995                                                   |                                                        | 10 856                                                 | 10 856                                                 |
| 2000                                                   | 2000                                                   |                                                        | 10 412                                                 | 10 412                                                 |
| 2005                                                   | 2005                                                   |                                                        | 10 184                                                 | 10 184                                                 |
| 2010                                                   | 2010                                                   |                                                        | 10 059                                                 | 10 059                                                 |
| Джерело: SCB                                           |                                                        |                                                        |                                                        |                                                        |

## Населені пункти
Комуні підпорядковано 5 міських поселень (tätort) та низка сільських, більші з яких:
- Гапаранда (Haparanda)
- Марієлюнд (Marielund)
- Сескаре (Seskarö)
- Ніккала (Nikkala)
- Карунґі (Karungi)
- Сальміс (Salmis)
- Сейвіс (Säivis)
- Пурра (Purra)

## Міста побратими
Комуна підтримує побратимські контакти з такими муніципалітетами:
- Комуна Гаммерфест, Норвегія
- Ікаст, Данія
- Ковдор, Росія
- Ширвінтос, Литва

## Галерея

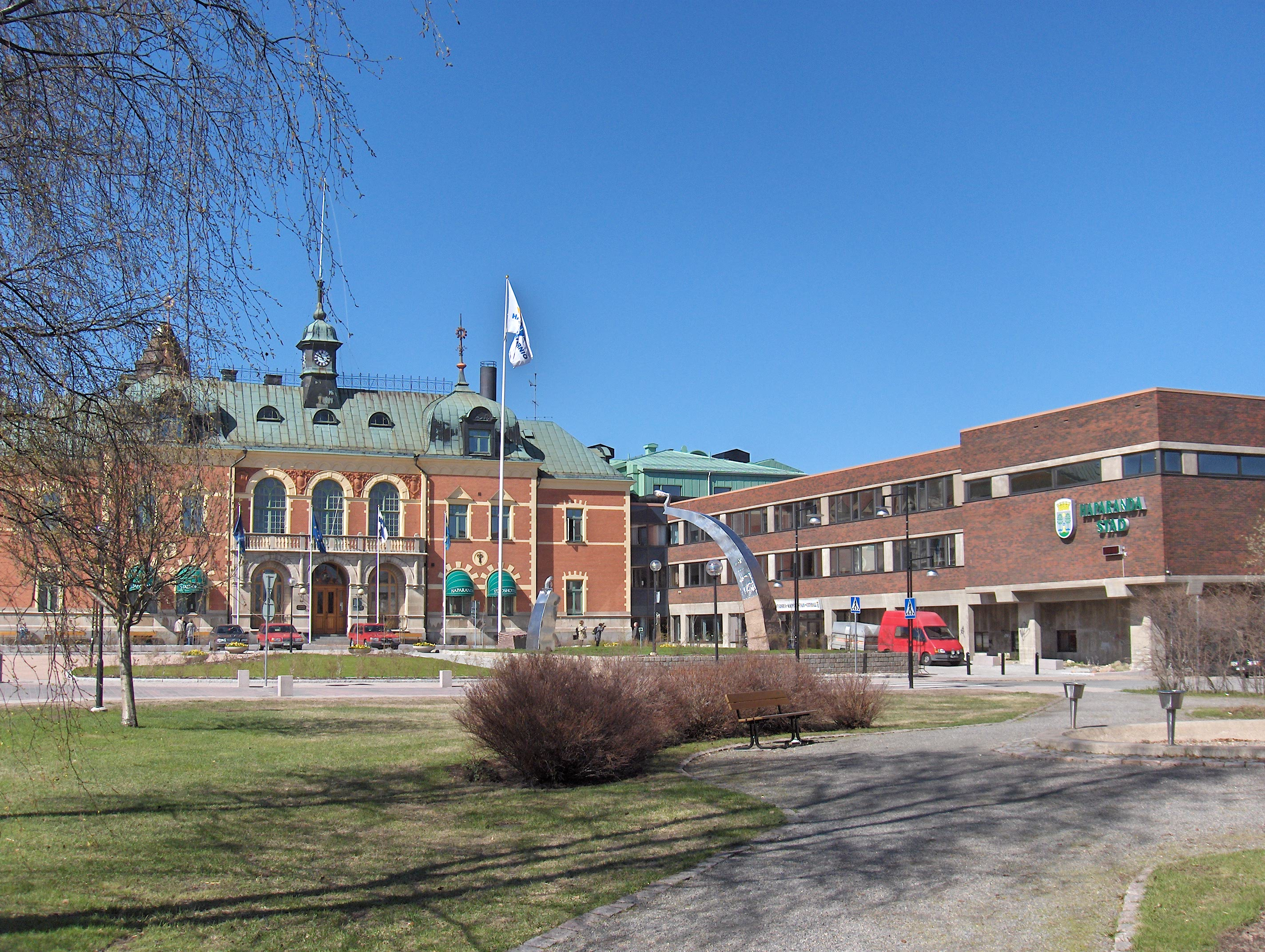
Готель і управа комуни (Гапаранда)
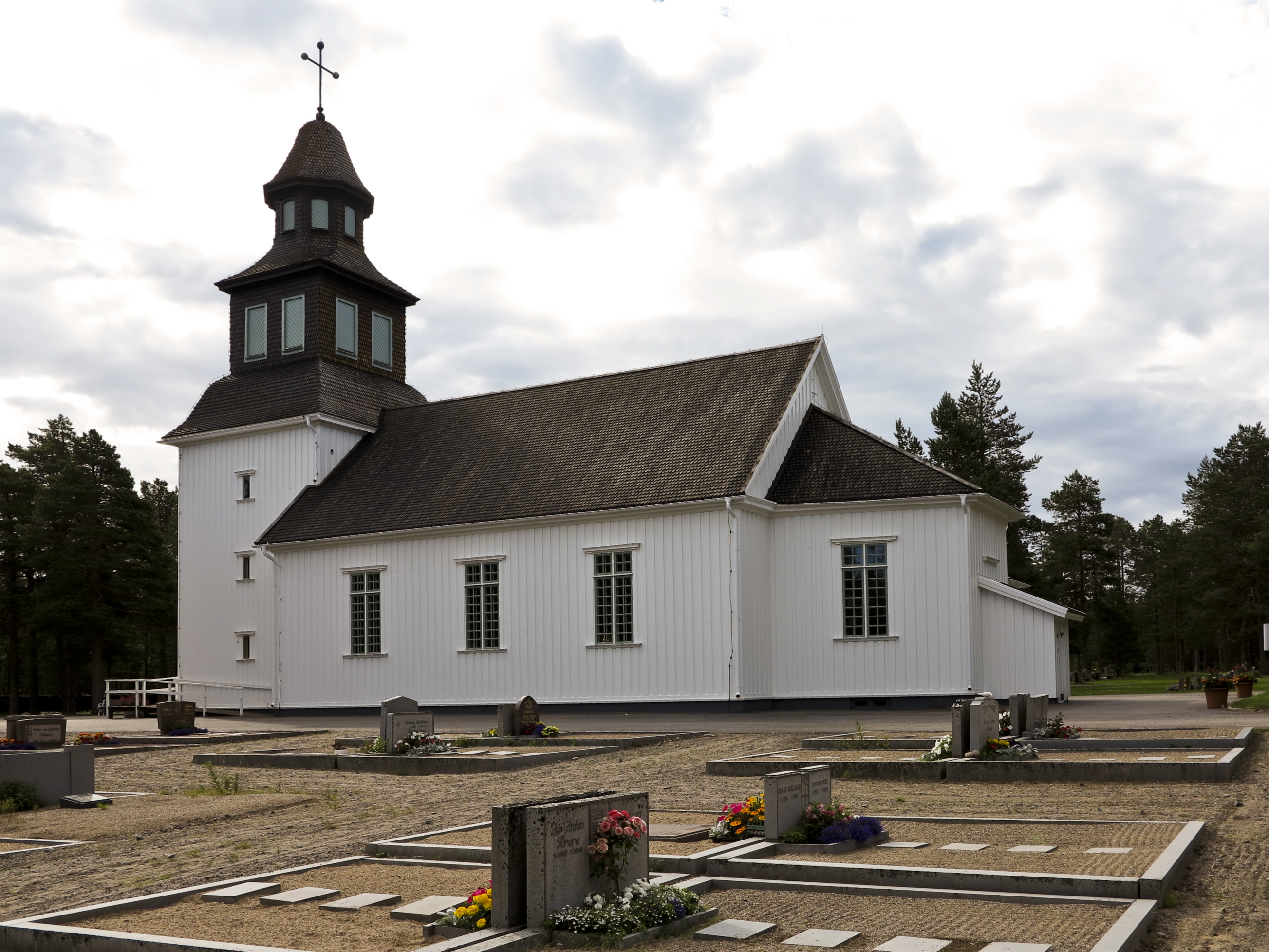
Церква (Сескаре)
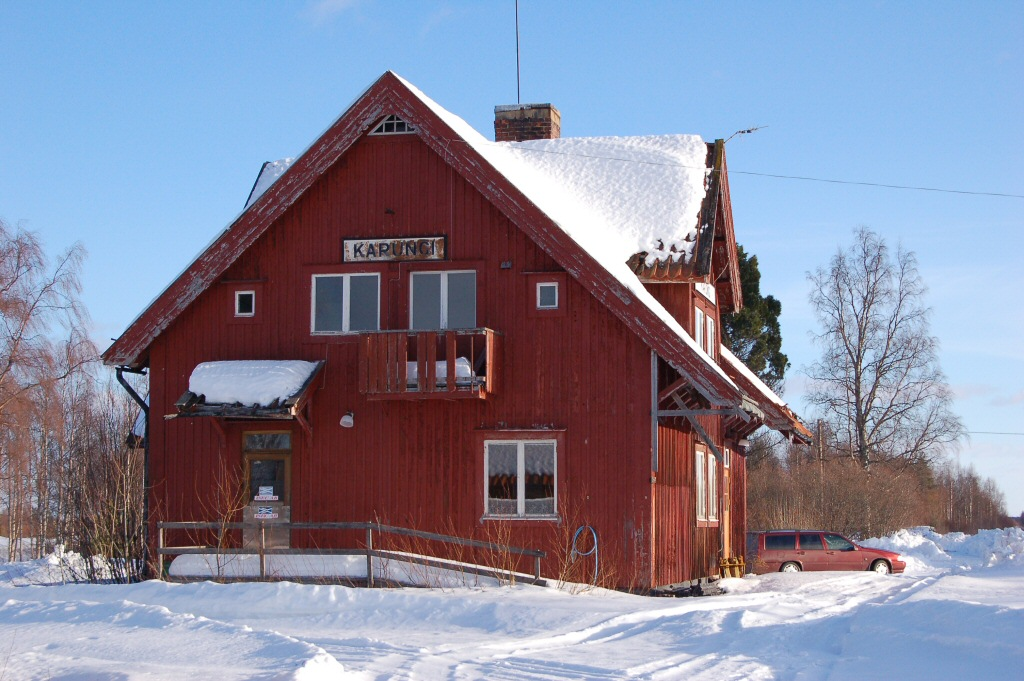
Залізнична станція Карунґі
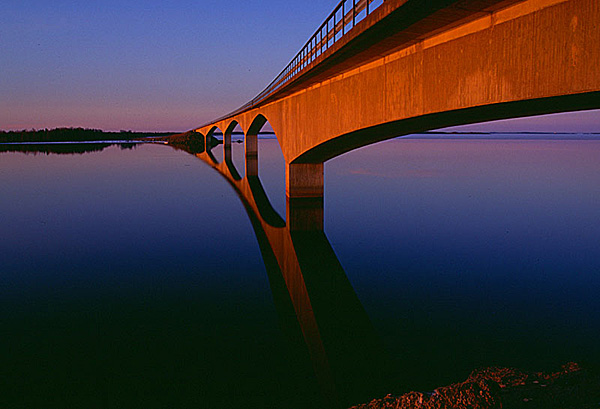
Міст до Сескаре

## Виноски
1. 1 2  https://www.svt.se/nyheter/lokalt/norrbotten/waara-slutar-som-kommunalrad
2. ↑  https://sverigesradio.se/artikel/1166541
3. ↑  https://sverigesradio.se/artikel/141083
4. ↑  https://sverigesradio.se/artikel/144900
5. ↑  https://norran.se/nyheter/bucht-i-blasvader-for-stugbygge
6. ↑  https://kuriren.nu/nyheter/haparanda/artikel/gunnel-simu-blir-kommunalrad-i-haparanda/jpqp3gqr
7. ↑  https://web.archive.org/web/20220302084430/https://nsd.se/nyheter/just-nu-han-blir-kommunalrad-nm4966854.aspx
8. ↑  https://nsd.se/bli-prenumerant/artikel/jn7kwnnl/nsd-bd-0kr-dp1
9. ↑  https://haparanda.tromanpublik.se/organisation/65c7e530-1bb9-4e17-aeba-fa9c66798f52
10. ↑  https://www.svt.se/nyheter/lokalt/norrbotten/klart-de-ska-styra-haparanda
11. ↑  Folkmangd i riket, lan och kommuner (шв.) . Центральне бюро статистики Швеції. Архів оригіналу за 20 серпня 2013. Процитовано 12 лютого 2013.